# Бировача
Бировача је насељено мјесто у општини Доњи Лапац, источна Лика, Република Хрватска.

## Географија
Бировача је од Доњег Лапца удаљена око 4 км сјеверно.

## Историја
Бировача се од распада Југославије до августа 1995. године налазила у Републици Српској Крајини.

## Становништво
Бировача се од пописа становништва 1961. до августа 1995. налазила у саставу некадашње општине Доњи Лапац.
Према попису из 1991. године, насеље Бировача је имало 247 становника, међу којима је било 239 Срба и 8 осталих. Према попису становништва из 2001. године, Бировача је имала 103 становника. Према попису становништва из 2011. године, насеље Бировача је имало 77 становника.
| Националност       | 1991. | 1981. | 1971. | 1961. |
| Срби               | 239   | 236   | 288   | 305   |
| Југословени        |       | 1     |       |       |
| Хрвати             |       |       |       | 1     |
| остали и непознато | 8     | 1     | 4     |       |
| Укупно             | 247   | 238   | 292   | 306   |

| Демографија | Демографија | Демографија |
| Година      | Становника  | Становника  |
| ----------- | ----------- | ----------- |
| 1961.       | 306         |             |
| 1971.       | 292         |             |
| 1981.       | 238         |             |
| 1991.       | 247         |             |
| 2001.       | 103         |             |
| 2011.       |             | 77          |

## Попис 1991.
На попису становништва 1991. године, насељено место Бировача је имало 247 становника, следећег националног састава:
| Попис 1991.‍  | Попис 1991.‍  | Попис 1991.‍ | Попис 1991.‍ | Попис 1991.‍ |
| ------------ | ------------ | ----------- | ----------- | ----------- |
|              |              |             |             |             |
| Срби         | Срби         |             | 239         | 96,76%      |
| Македонци    | Македонци    |             | 6           | 2,42%       |
| неопредељени | неопредељени |             | 1           | 0,40%       |
| регион. опр. | регион. опр. |             | 1           | 0,40%       |
| укупно: 247  |              |             |             |             |